# Station City Hall (New York City Subway)

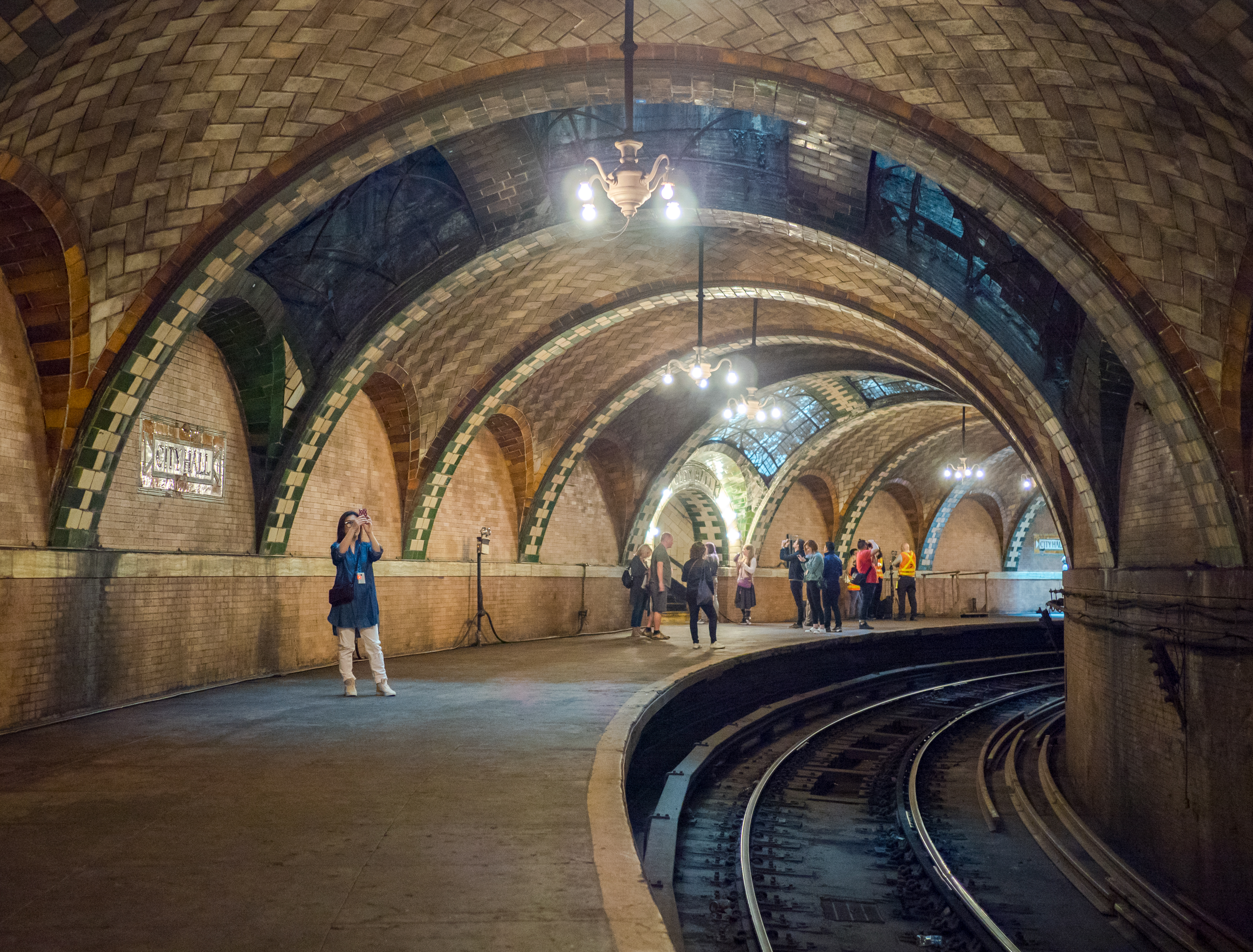
Die Station City Hall in New York, seit 1945 geschlossen

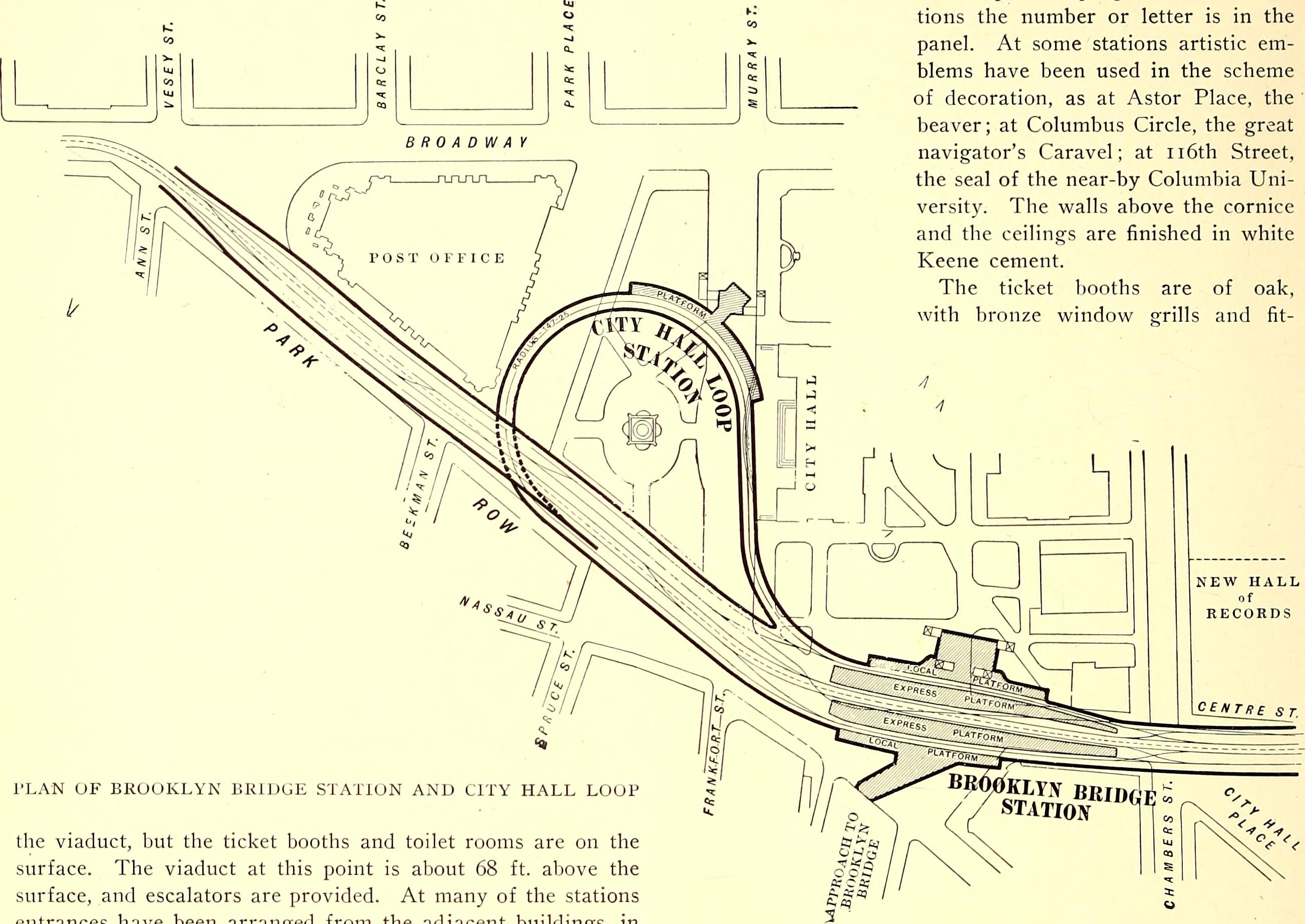
Schematischer Plan der Station

Die Station City Hall der New York City Subway ist ein ehemaliger U-Bahnhof in Manhattan. Erbaut wurde er von 1902 bis 1904 als repräsentativer Ausgangspunkt für die Interborough Rapid Transit Company (IRT). Sie diente von 1904 bis 1945 als Zugang zur ersten New Yorker U-Bahn-Strecke, der englisch so genannten H-Line der IRT Lexington Avenue Line oder auch Manhattan Main Line.
Bei der Eröffnung war sie die südlichste von insgesamt 28 Stationen. Sie lag neben dem Broadway an einer Wendeschleife vor der etwa hundert Jahre älteren City Hall, mitten im Civic Center in Manhattan. Der einzige Bahnsteig am nach Norden führenden Gleis liegt an einer weiten Schleife und wird von Zügen der U-Bahn-Linie 6, die am nahegelegenen Bahnhof Brooklyn Bridge endet bzw. beginnt, ohne Halt durchfahren.

## Geschichte

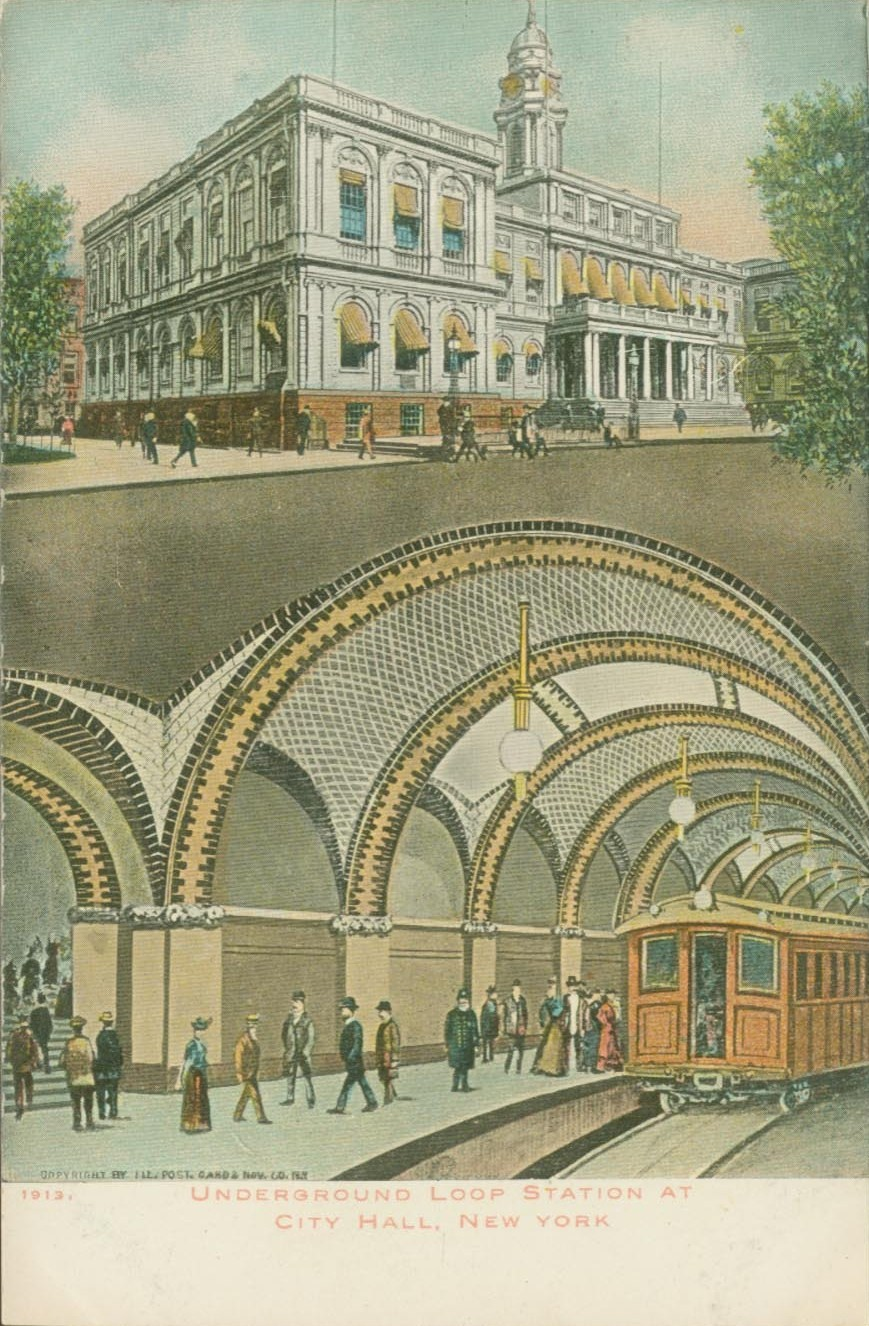
Frühe Ansichtskarte des Bahnhofes, etwa 1913

Der Bahnhof wurde von Rafael Guastavino (1842-1908) als Paradebahnhof für das IRT entworfen. Guastavino entwarf neben anderen Gebäuden in der Stadt und im ganzen Land auch Gewölbe und Kuppeln für das American Museum of Natural History und ein Mount Sinai Hospital Gebäude. Hier fand auch die Einweihung der gesamten New Yorker U-Bahn statt.
Die Station vor der Endstation von Norden kommend ist der benachbarte Bahnhof Brooklyn Bridge. Prominent war die City-Hall-Station auf Grund ihrer Lage direkt vor der namensgebenden City Hall in der Park Row – an der Ecke zum City Hall Park. Der Zugangs-Kiosk über dem Treppeneingang von der Straße her lag gleich links vor dem Haupteingang der City Hall am heutigen Steve Flanders Square (damals eine Verlängerung der Murray Street).[3] Sie galt vor ihrer Stilllegung 1945 lange Zeit als das Beste, was die New Yorker U-Bahn an Gestaltung und Ausstattung zu bieten hatte. So gab es an drei Stellen Tageslicht auf dem Bahnsteig (auch bei einigen anderen Stationen), elektrische Messing-Leuchten und eine spezielle Flachziegelgewölbe (Guastavino-Tile-System). Das grün-gelbe Farbmuster der Fliesen/Ziegel ist in New York einzigartig. Von einem kleinen Zwischenstock, in dem die Fahrkarten verkauft bzw. kontrolliert wurden, aus gingen die Treppen hoch zur Straße.
In New York gibt es neun verschiedene stillgelegte und erhaltene unterirdische Bahnhöfe der New York City Subway. Die Station City Hall, auch City Hall Loop, ist eine davon. Nur noch als Teil musealer Veranstaltungen des Transit Museums kann sie regulär betreten werden. Ihre aufwändige Architektur ist im Stil der Neoromanik gestaltet. Zu besichtigen ist von den durchfahrenden Zügen der Linie 6 aus. Es ist bis heute erlaubt, in den Wagen zu bleiben, wenn die Züge zwischen dem Ankunfts- und dem Abfahrtsbahnsteig des Nachbarbahnhofs Brooklyn Bridge–City Hall wenden.
Bei einigen Stationen der NYC Subway kam die Stilllegung in den 1950er Jahren dann, als die Bahnsteige hätten verlängert werden müssen, um Züge mit zehn statt wie zuvor mit fünf Wagen Länge aufnehmen zu können. Dies hat sich auf Grund der geringen Fahrgast-Nachfrage an dieser Stelle aber nicht mehr gelohnt. Ein weiteres Problem wäre in diesem Bahnhof die Position der Türen an den neueren, längeren U-Bahn-Wagen gewesen: Durch die Lage in einem engen Bogen wäre für ein- und aussteigende Fahrgäste ein breiter Spalt zwischen der Bahnsteigkante und dem Wagen zu überwinden gewesen, was zusätzliche Anpassungen erfordert hätte.

## Hintergrund, Lage an der Trans-Lexington-Line

### Verlauf der Strecke

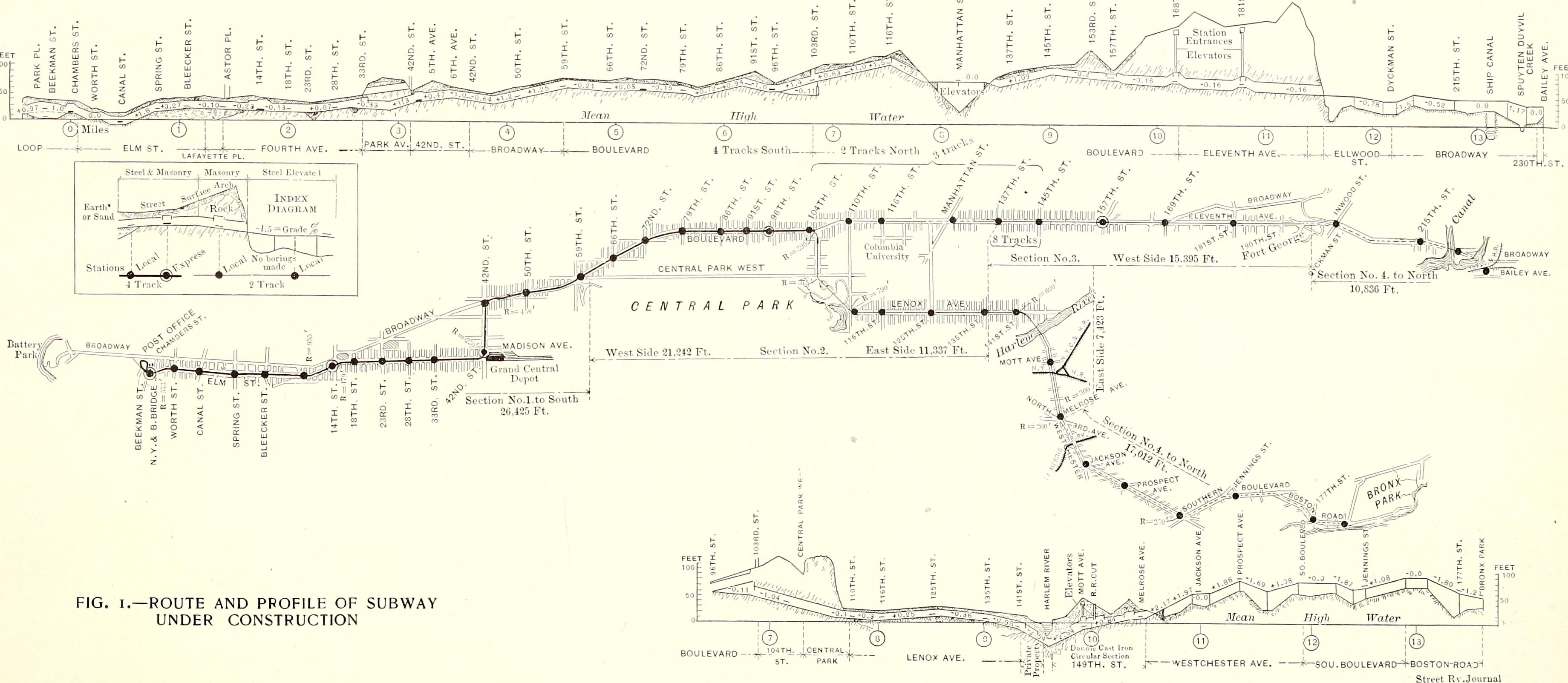
Zeitgenössischer Plan der ersten U-Bahn (mit eingezeichnetem Stichgleis zum Post Office)

Die ursprüngliche Strecke verlief von der Station City Hall am Rathaus zunächst unter der Lafayette Street und der Park Avenue nach Norden. Am Grand-Central-Bahnhof bog sie nach links in die 42nd Street ein und führte dann zum heutigen Times Square. Der Abschnitt unter der 42nd Street ist seit 1918 der 42nd-Street-Shuttle.
Weiter führte die ursprüngliche Strecke einerseits bis zur 242nd Street in der Bronx, dem heutigen Endbahnhof der IRT Broadway – Seventh Avenue Line (U-Bahn-Linie 2). Eine Zweigstrecke führte andererseits vom Bahnhof 96th Street aus unter einer Ecke des Central Park hindurch nach Harlem, und von dort weiter unter dem Harlem River hindurch in die Bronx bis zum Bronx Park mit dem Bronx Zoo an der 180th Street. Dies entspricht der heutigen IRT Lenox Avenue Line (Linie 3) und dem südlichen Teil der IRT White Plains Road Line (Linie 5).
Nach Brooklyn wurde 1905 die Linie durch den Joralemon Street Tunnel unter dem East River fortgesetzt, ursprünglich Brooklyn-Battery-Tunnel genannt. Die Bauzeit dieses ersten Tunnels unter einem der Manhattan umgebenden Gewässer von 1903 bis 1907 überschnitt sich mit der Eröffnung der Stammlinie in Manhattan. Benannt ist er nach der Joralemon Street, Richtung Willow Place, in Brooklyn. Mit dessen Einweihung 1908 war der City-Hall-Bahnhof nur noch Endstation für die jeden Bahnhof bedienenden Local Trains, die heutige Linie 6. Die Expresszüge fuhren geradeaus an der Station vorbei.
Infolge der 1913 unterzeichneten Doppelverträge entstanden bei der IRT zwei Streckenverlängerungen, die die Fahrgäste von der überlasteten ersten U-Bahnstrecke auf zwei Stammstrecken verteilen und zugleich weitere Bereiche der Stadt bedienen sollten:
- Eine westliche Stammstrecke entlang Broadway und 7th Avenue: Die IRT Broadway – Seventh Avenue Line, heute bedient durch die Linien 1, 2 und 3.
- Eine östliche Stammstrecke entlang der südlichen 4th Avenue, alias Park Avenue, und der Lexington Avenue: Die IRT Lexington Avenue Line, bedient durch die Linien 4, 5 und 6. Am 1. August 1918 begann der Betrieb auf den neuen Stammstrecken. Dadurch wurde das Netz der IRT H-förmig. Die so entstandene IRT Lexington Avenue Line, auch als East Side Line bekannt, ist die einzige U-Bahn-Linie östlich des Central Park und verbindet Lower Manhattan mit der Upper East Side und East Midtown.

### Lage und Umgebung
Bekannte Gebäude in der Nähe der City Hall sind St. Paul’s Chapel, St. Peters Church, das Woolworth Building, das Tweed Courthouse, das Manhattan Municipal Building, das Park Row Building, One Police Plaza, die Brooklyn Bridge und die sie überquerende Hochbahn. Weiter westlich liegt das Gelände des World Trade Centers.
Ferner existieren in der Nähe zwei U-Bahn-Stationen, die ebenfalls das Rathaus im Namen führen: Brooklyn Bridge–City Hall an der Ecke Park Row und Centre Street (für die Linien 4, 5, 6) sowie der U-Bahnhof City Hall an der Ecke von Murray Street und Broadway (für die Züge der Linien R und W der BMT Broadway Line). Dabei ist City Hall dort eine Ortsangabe der beiden Linien im Sinne von nahe beim Rathaus und nicht mehr der Eigenname der früheren Station.

## Eine besondere Ansage

Liniennummern an diesem Bahnhof, Linie 4, Linie 5, Linie 6

Eine für die NYC-U-Bahn besondere Ansage erfolgt im von Norden einfahrenden Zug aus den gezeigten Gründen an der jetzigen Endstation Brooklyn Bridge – City Hall:
Ladies and Gentlemen, this is the last downtown stop on this train. The next stop on this train will be Brooklyn Bridge – City Hall on the uptown platform.
Übersetzung: Sehr geehrte Damen und Herren, dies ist der letzte Downtown-Halt dieses Zuges, der nächste Halt dieses Zuges folgt in Brooklyn Bridge – City Hall auf dem Bahnsteig in Richtung Uptown.

## Zahlen und Daten zum Bahnhof
- Baubeginn: 24. März 1900
- Eröffnung: 28. Oktober 1904 (zugleich Einweihung der Strecke)
- Schließung: 31. Dezember 1945[5]

## Ausstellung, Führungen
Der Bahnhof wurde für die Hundertjahrfeier 2004 etwas renoviert und einige Stunden geöffnet. Seither kann er nur bei Führungen nach Anmeldung beim Transit Museum betreten werden. Zwischenzeitliche Pläne, den Bahnhof als eine Museumszweigstelle wieder in Betrieb zu nehmen, haben sich 1998 aus finanziellen Gründen zerschlagen. Seit 2006 gibt es die genannten Führungen wieder.

## Galerie

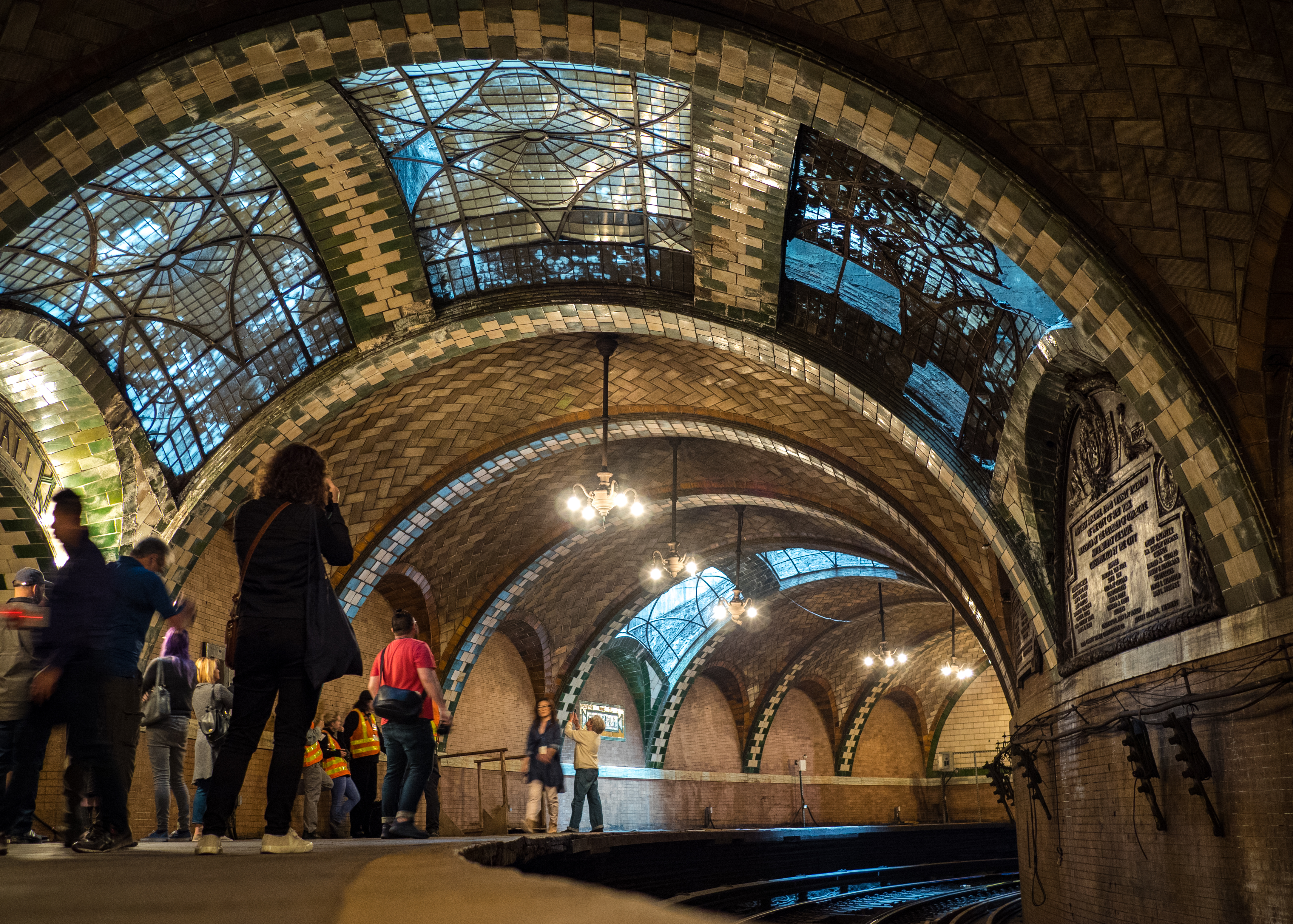
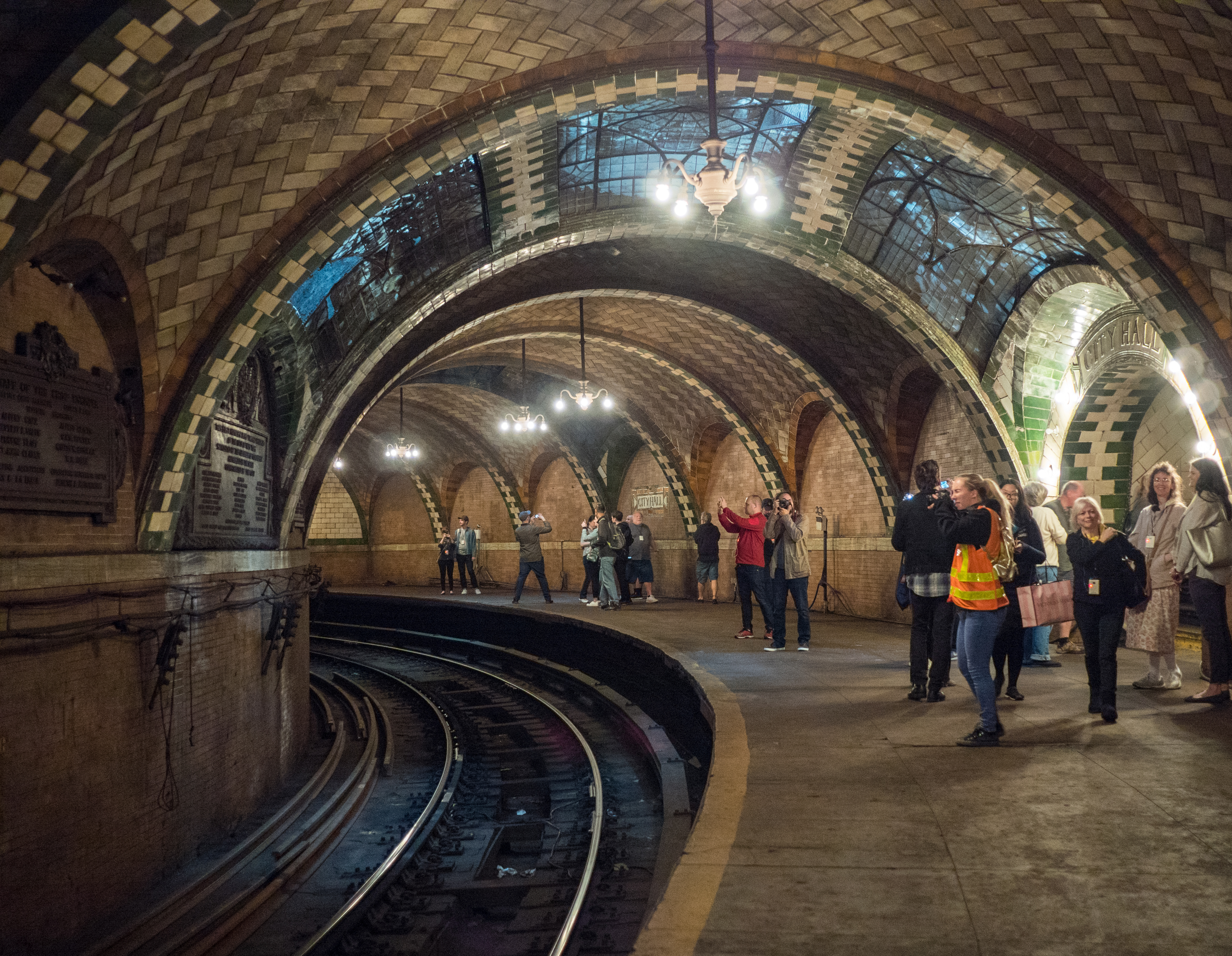
Raumeindrücke
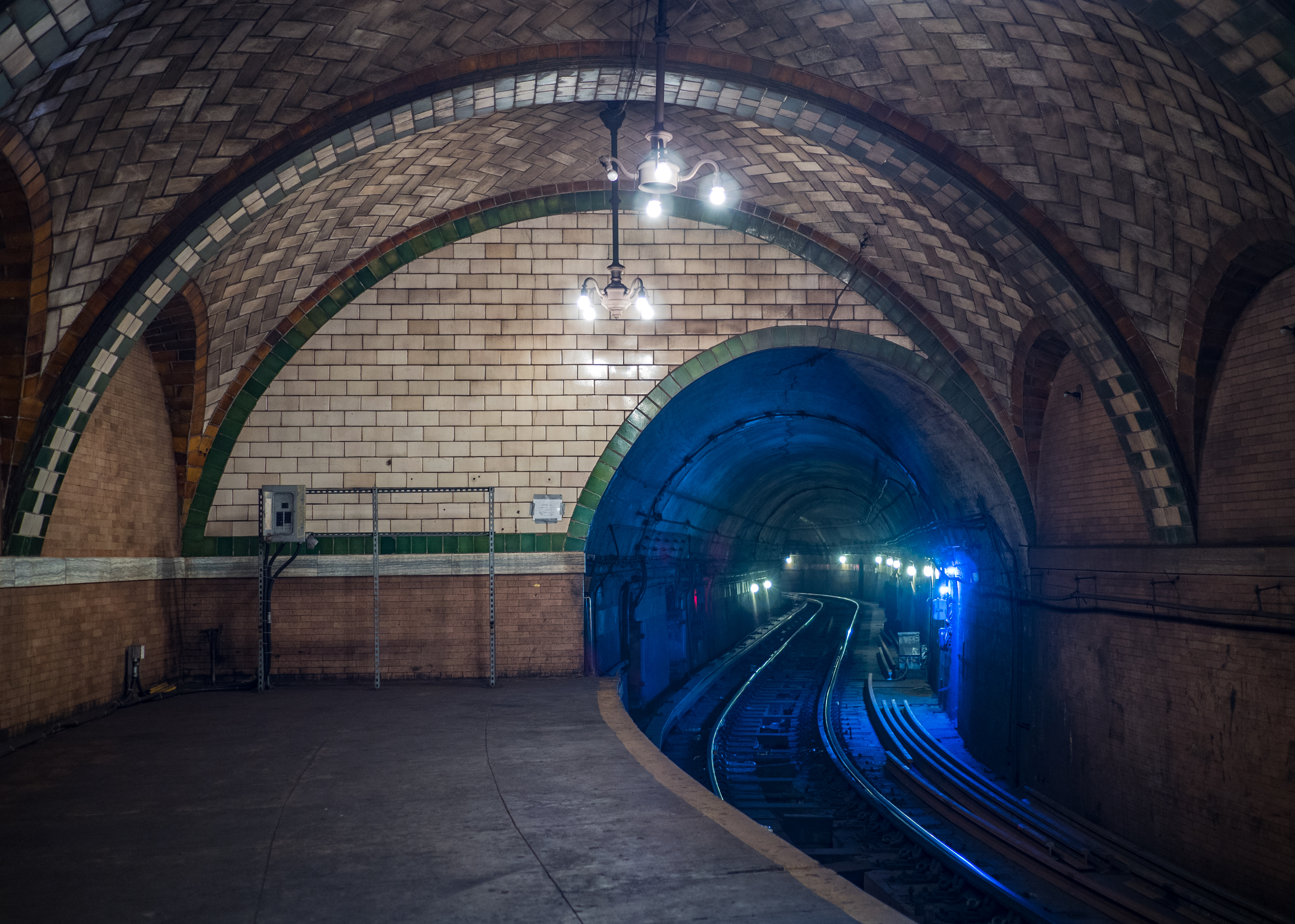
Blick in den Tunnel entgegen der Fahrtrichtung
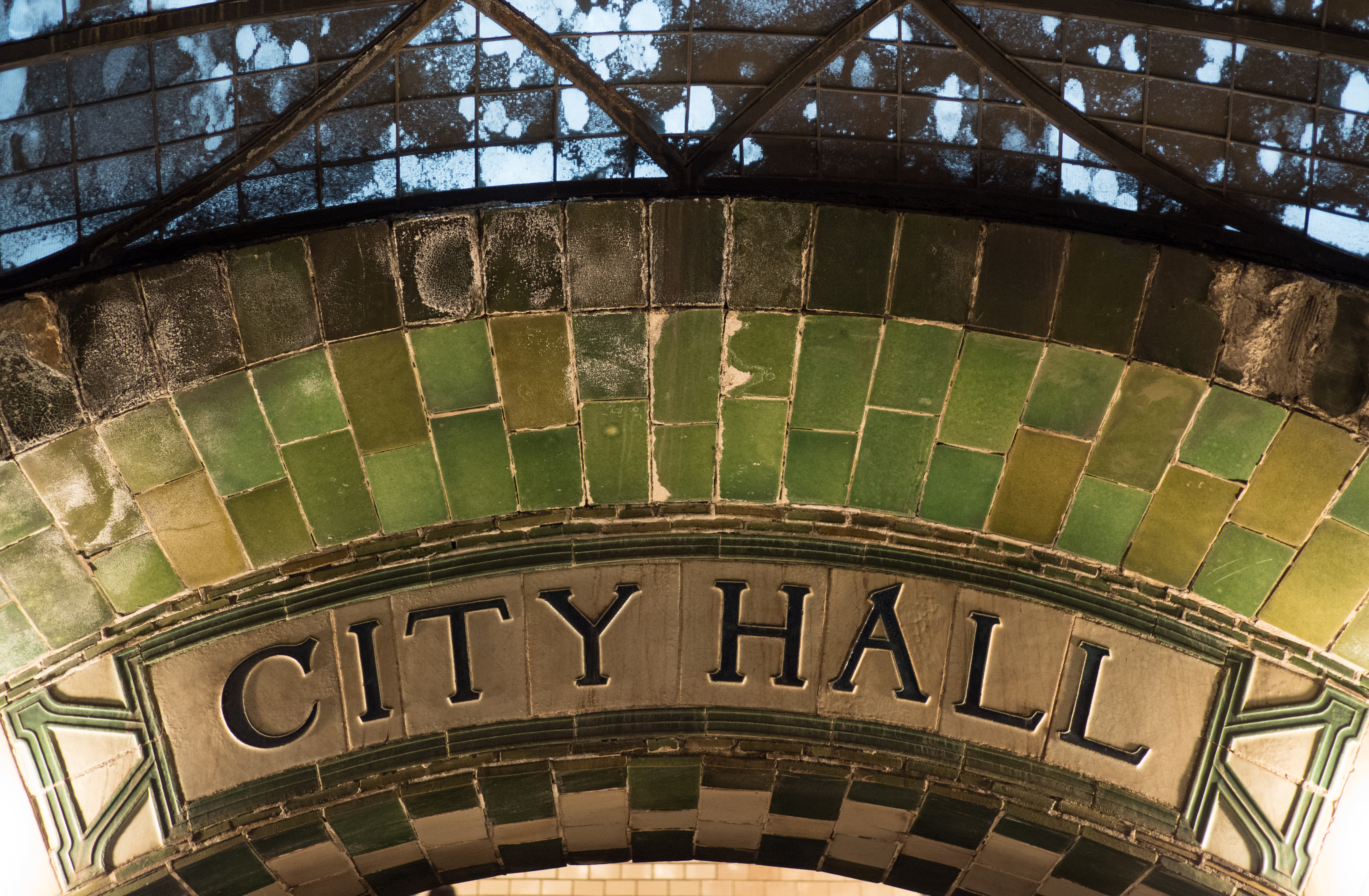
Portalbogen und Oberlicht
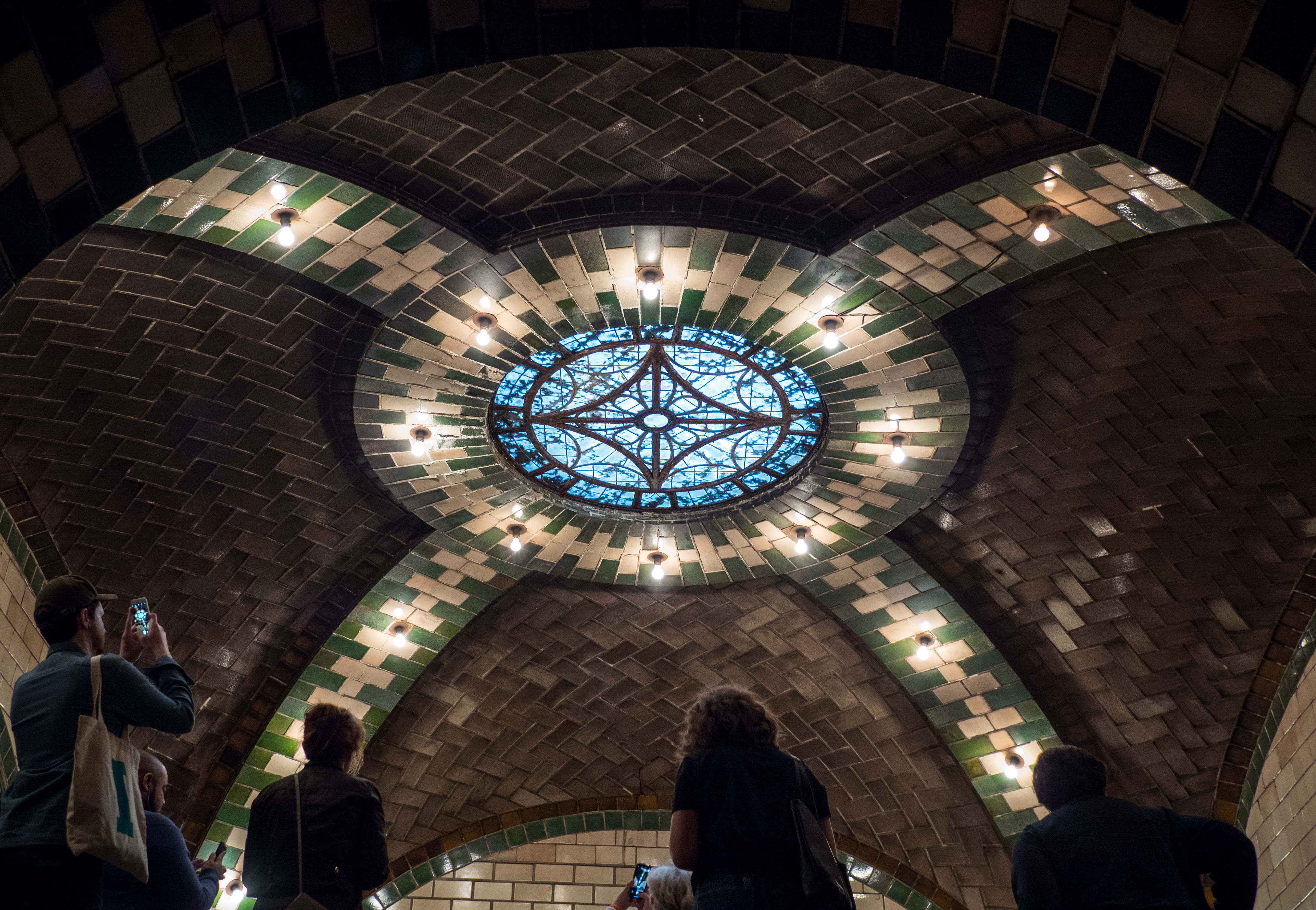
Verteilergeschoss mit Oberlicht
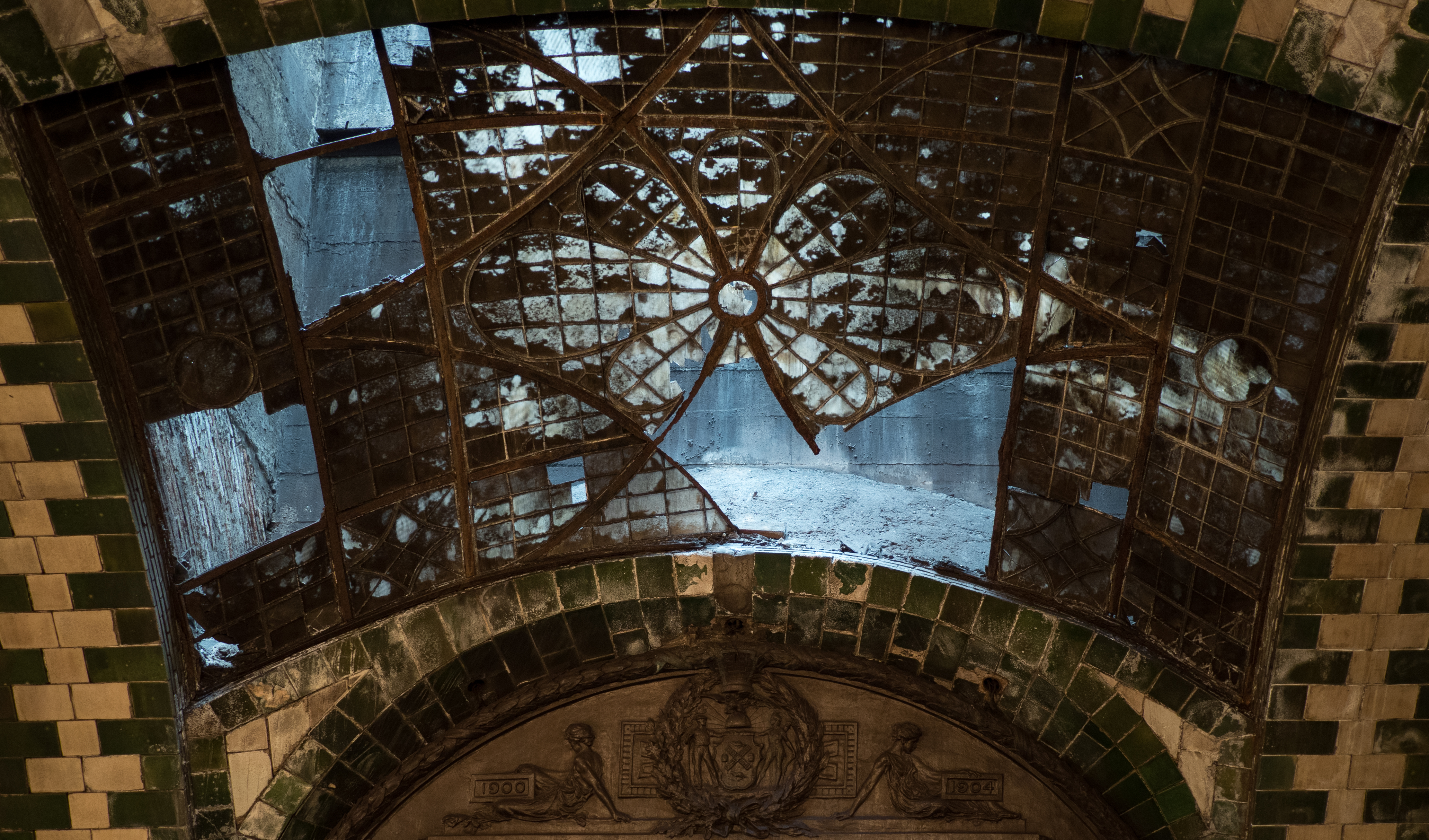
Zerfallenes Oberlicht zeigt einen Lichtschacht
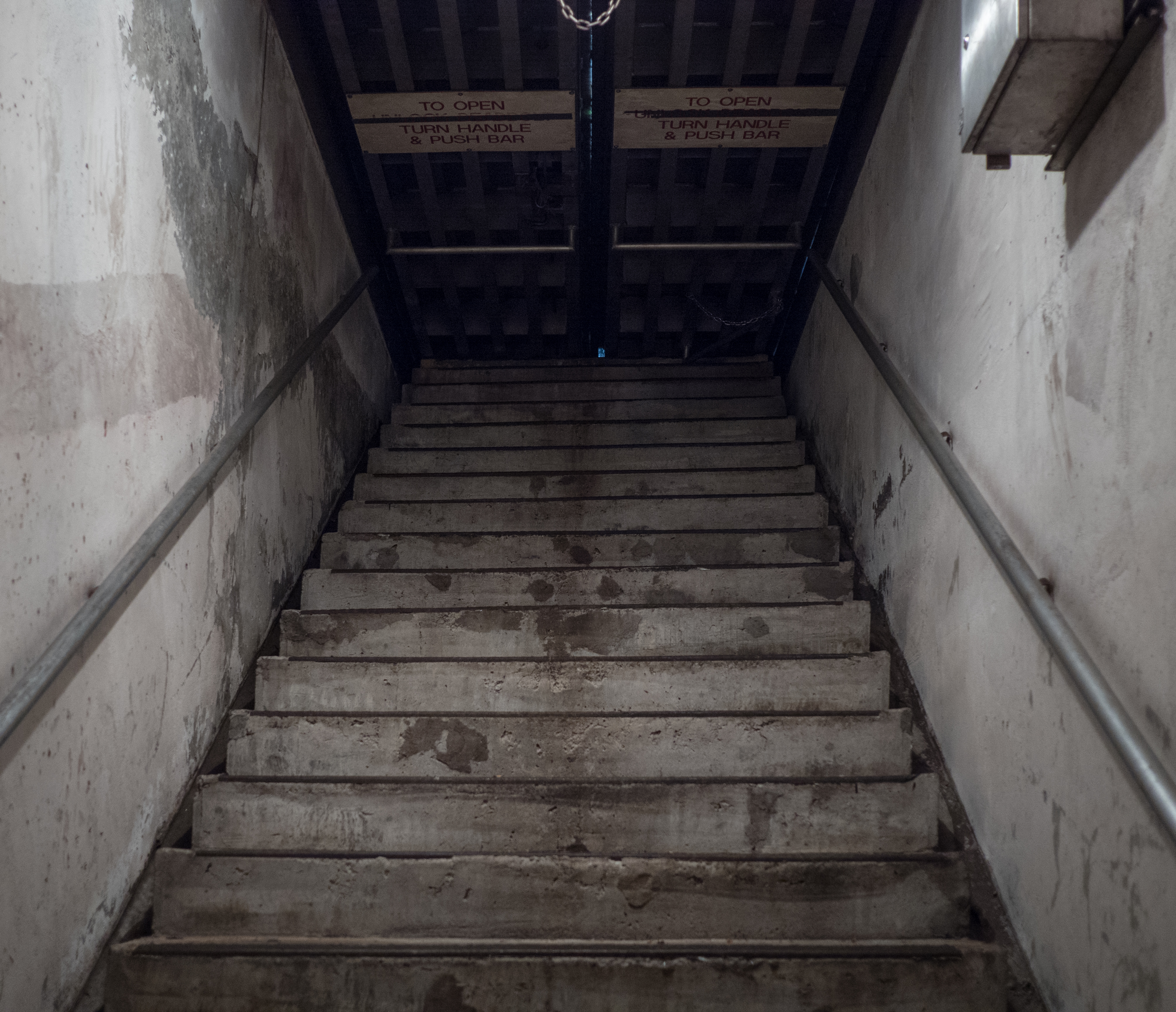
Gedeckelte Treppe zum Steve Flanders Square
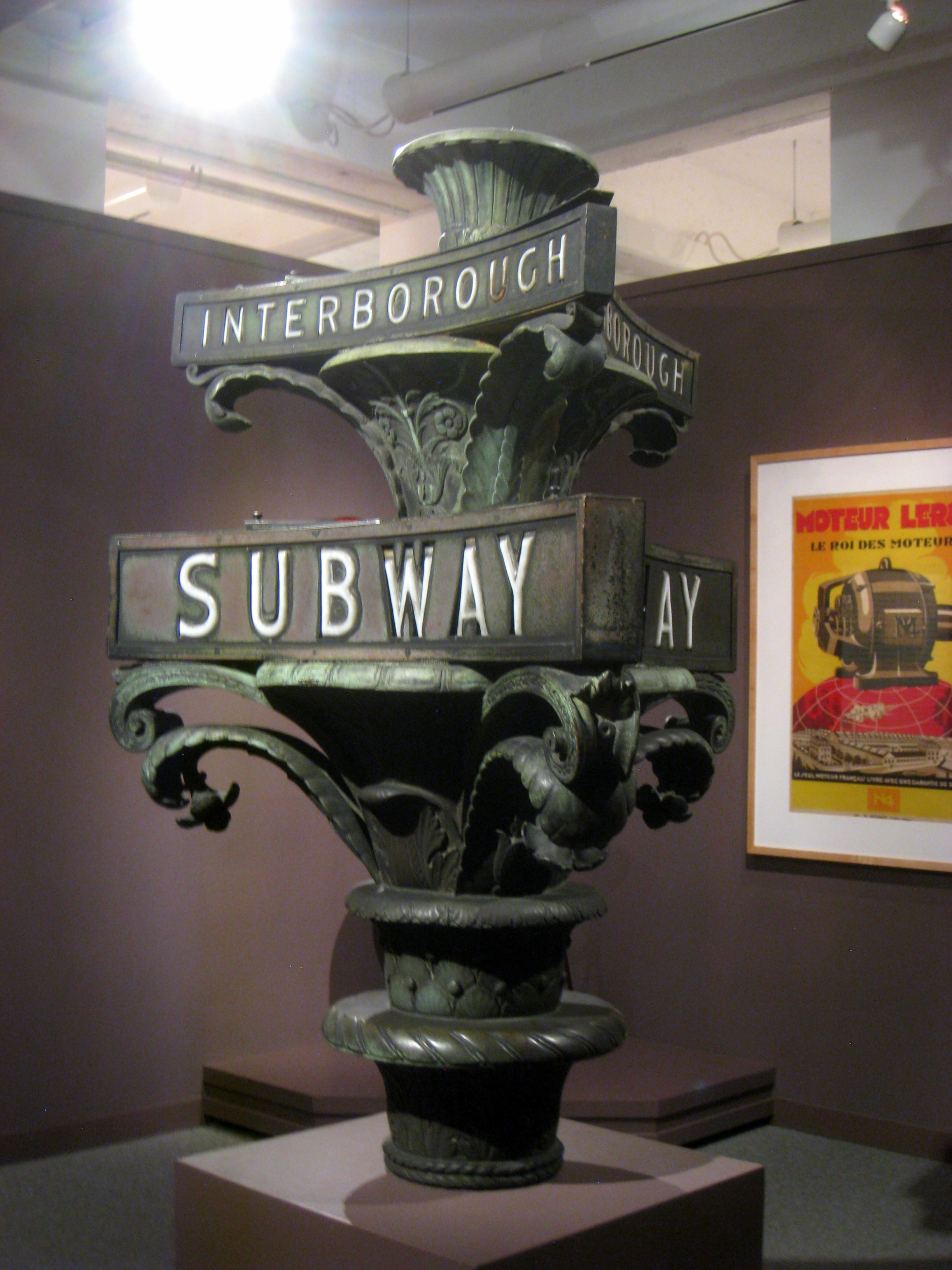
Dreiseitiges Hinweisschild der IRT, circa 1904, das Design wird George Lewis Heins und Christopher Grant LaFarge zugeschrieben; hergestellt durch die Pulsifer & Larson Company
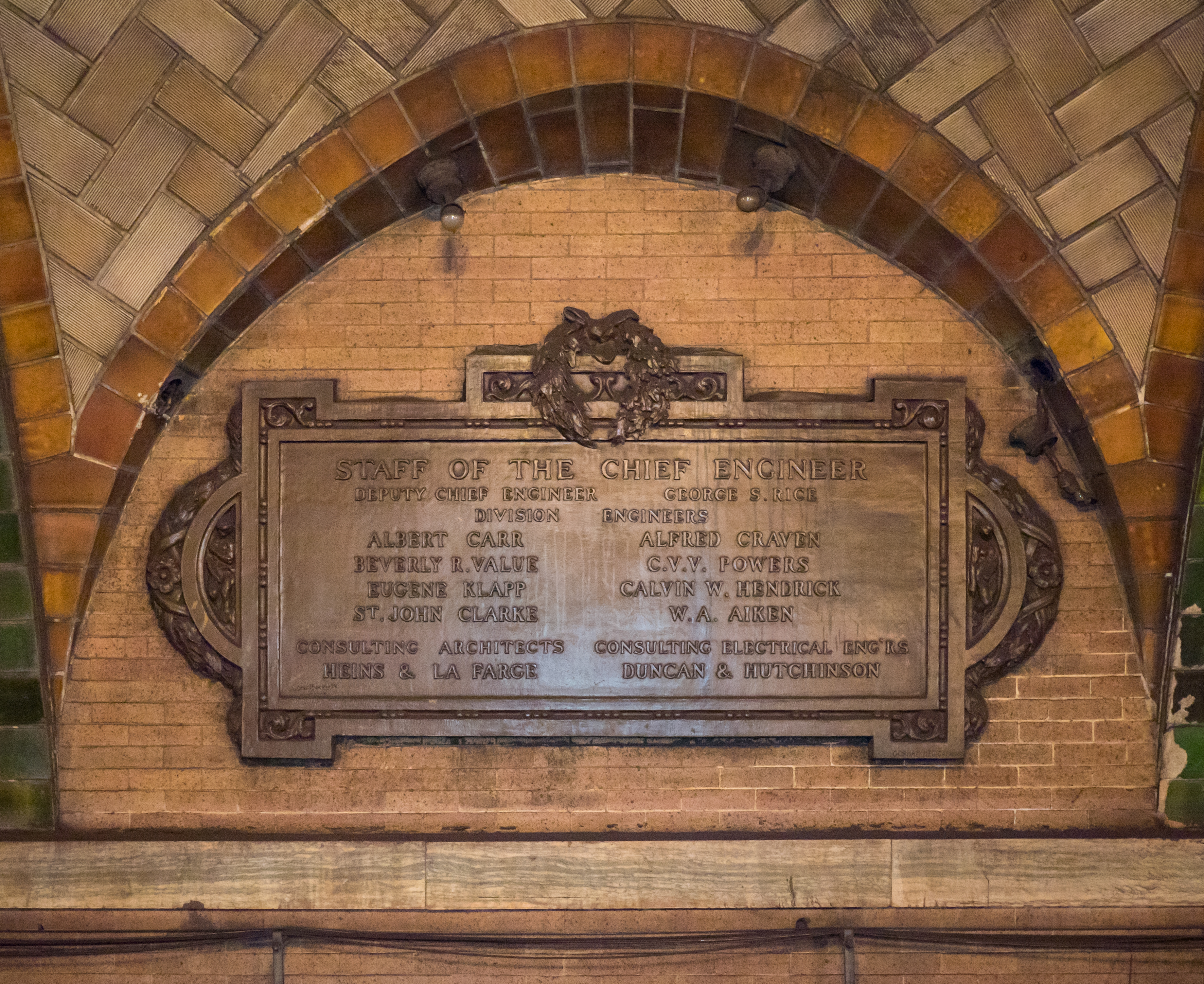
Drei Plaketten erinnern an die damalige Direktion der IRT unter August Belmont junior und die beteiligten Architekten/Ingenieure
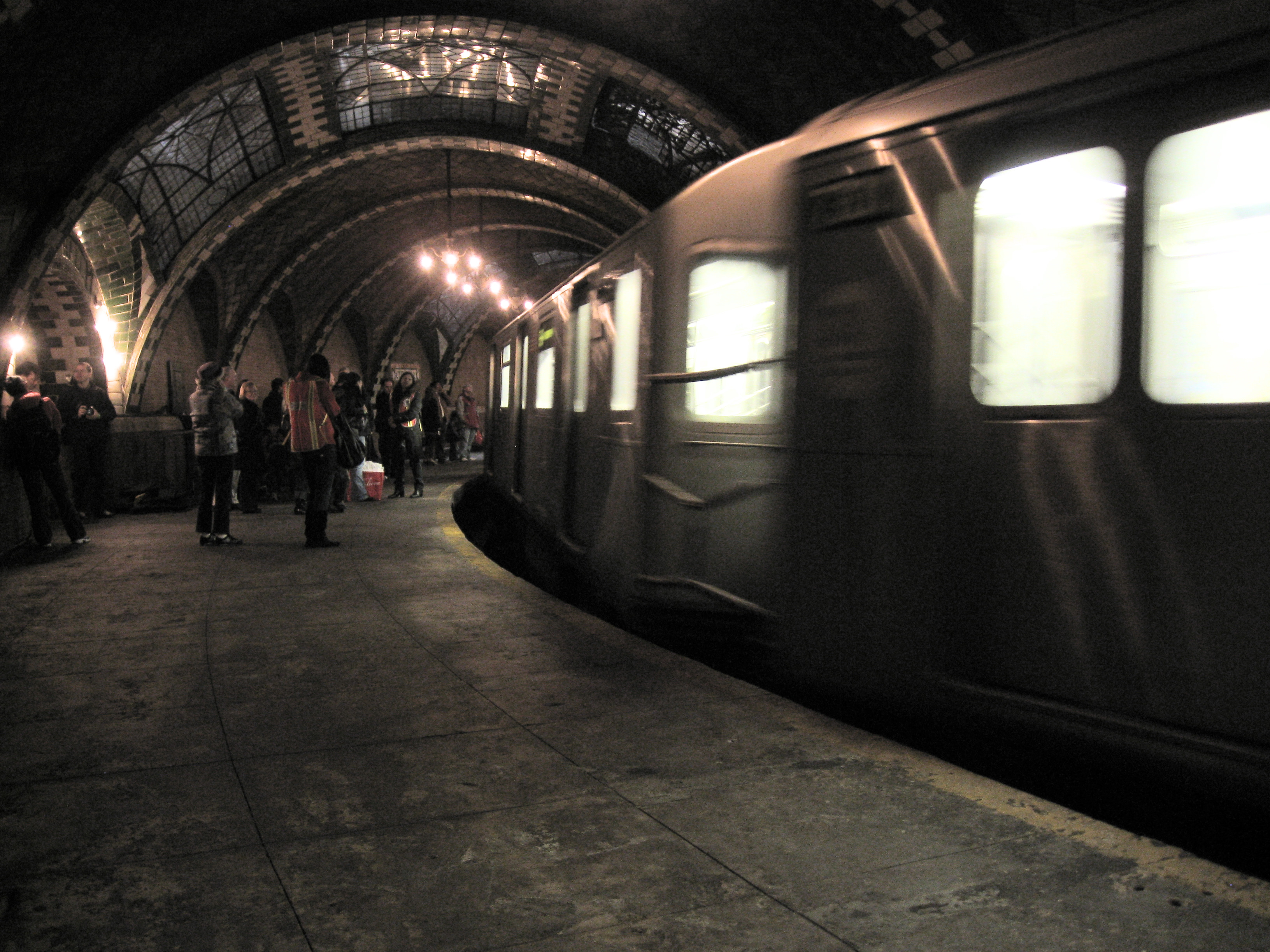
Breiter Spalt zwischen Bahnsteigkante und den Türen moderner U-Bahn-Wagen